# Subrahmanyam Jaishankar

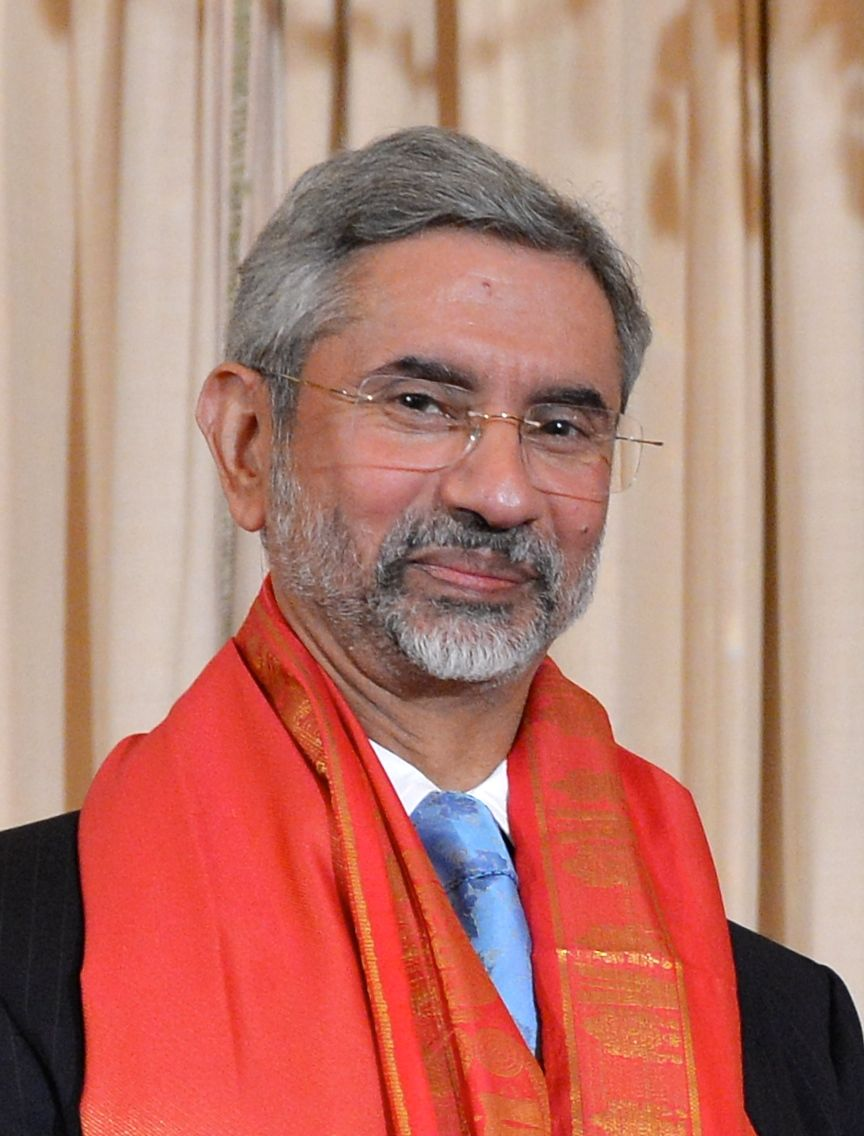
Subrahmanyam Jaishankar (2014)

Subrahmanyam Jaishankar (Hindi सुब्रह्मण्यम जयशंकर; * 9. Januar 1955 in Neu-Delhi) ist ein indischer Diplomat, der seit dem 31. Mai 2019 indischer Außenminister ist. Er ist Mitglied der Bharatiya Janata Party. Seit dem 5. Juli 2019 ist er Abgeordneter des indischen Parlaments in der Rajya Sabha, wo er Gujarat vertritt.

## Leben
Jaishankar wurde 1955 als Sohn des bekannten indischen außenpolitischen Kommentators und Beamten Krishnaswamy Subrahmanyam und seiner Frau Sulochana geboren. Einer seiner Brüder war später Indiens Staatssekretär für ländliche Entwicklung. Er ging auf eine Privatschule in Delhi und studierte an dem renommierten St. Stephen’s College der University of Delhi und danach an der Jawaharlal Nehru University. Er besitzt Abschlüsse in Politikwissenschaft und Internationale Beziehungen.
Er begann seine Karriere im auswärtigen Dienst im Jahre 1977 für den Indian Foreign Service. Von 1979 bis 1981 war Jaishankar als dritter Sekretär und zweiter Sekretär der indischen Vertretung in der Sowjetunion in Moskau tätig, wo er Russisch studierte. Er kehrte danach nach Neu-Delhi zurück, wo er als Sonderassistent des Diplomaten Gopalaswami Parthasarathy und als Unterstaatssekretär in der Abteilung des Außenministeriums für die Vereinigten Staaten tätig war. Von 1985 bis 1988 war er Sekretär der indischen Botschaft in Washington, D.C. in den Vereinigten Staaten.
Von 1988 bis 1990 war er in Sri Lanka Sekretär der dortigen Botschaft und politischer Berater der indischen Friedenstruppe, die für die Entwaffnung der Bürgerkriegsparteien verantwortlich waren. Von 1990 bis 1993 war er Counselor der indischen Vertretung in Budapest. Nach seiner Rückkehr nach Neu-Delhi war er Direktor für Osteuropa im Außenministerium sowie Pressesprecher und Redenschreiber für den damaligen indischen Präsidenten Shankar Dayal Sharma. Von 1996 bis 2000 war Jaishankar stellvertretender Missionschef der indischen Botschaft in Tokio in Japan. 2001 wurde er indischer Botschafter in Tschechien und übte dieses Amt bis Januar 2004 aus.
Danach arbeitete er für das indische Außenministerium und war an der Aushandlung des Zivilen Nuklearabkommens von 2005 zwischen den Vereinigten Staaten und Indien beteiligt, welches die Beziehungen zwischen beiden Ländern verbesserte. Von 2007 bis 2009 war Jaishankar Indiens Hochkommissar in Singapur. Danach amtierte er als Botschafter von Indien in der Volksrepublik China (2009 bis 2013) und in den Vereinigten Staaten (2013 bis 2015). Am 29. Januar 2015 wurde er zum Leiter des Außenministeriums (Foreign Secretary of India) ernannt. Am 31. Mai 2019 wurde er zum Außenminister befördert und wurde damit Nachfolger von Sushma Swaraj, nachdem er noch 2018 seinen Ruhestand verkündet hatte.

## Persönliches
Jaishankar ist mit Kyoko Jaishankar verheiratet, die japanischer Herkunft ist. Sie haben drei Kinder.
Er ist seit 2019 Träger des Padma Shri.

## Kritik
Er gilt als Architekt einer Blockade des Nachbarstaates Nepal im September 2015. In dieser Zeit erholte sich das Land gerade erst von einem verheerenden Erdbeben. Als Motiv gilt ein Versuch der Einflussnahme auf die Innenpolitik des Nachbarlandes, welches über keinen Meereszugang verfügt.